# Arc-en-ciel d'Afrique
 (avril 2018).
Si vous disposez d'ouvrages ou d'articles de référence ou si vous connaissez des sites web de qualité traitant du thème abordé ici, merci de compléter l'article en donnant les références utiles à sa vérifiabilité et en les liant à la section « Notes et références ».
Arc-en-ciel d’Afrique est un organisme à but non lucratif canadien, basé à Montréal et qui œuvre auprès des personnes gaies, lesbiennes, bisexuelles et transgenres (LGBT) d'origine africaine et caribéenne, leurs familles et amis. Ses activités se concentrent au Québec mais elles n'y sont pas exclusives. 
Arc-en-ciel d’Afrique a été officiellement créé et enregistré le 25 novembre 2004 au registre des entreprises du Québec. Ses activités avaient commencé depuis 2002. Il organise également le festival de films LGBT afrocaribéens, Massimadi, ainsi que les célébrations LGBT afro-caribéennes, Fierté Afro Pride. Arc-en-ciel d'Afrique a cessé d'exister en 2019. Le festival Massimadi est désormais organisé par la Fondation Massimadi.

## Débuts (2004-2008)
L'organisme est créé par deux membres de la communauté afro-caribéenne LGBT et un allié. C’est à ce moment-là que la charte a été mise sur pied, démontrant une volonté d’intervenir auprès des membres de cette communauté, afin de répondre à différents besoins, tant sur le plan de la santé, que social et psychologique.
Mise en place des éléments constitutifs de l’organisme et premières réalisations : logo, site internet, définition de différentes catégories de membres, premier dépliant de l’organisme; Arc-en-ciel d'Afrique tisse un partenariat avec les premiers Outgames Mondiaux Montréal 2006 pour accroître la participation de différentes communautés ethno-culturelles de Montréal, avec comme résultat la présence de 32 militants LGBT africains et six militants caribéens à ces Outgames. Une rencontre a été organisée pour permettre à ces militants de se connaître entre eux. Cette rencontre a été rendue possible, grâce à l’effort combiné d’Arc-en-ciel d’Afrique et de l'International Gay and Lesbian Human Rights Commission (IGLHRC). La même année, Arc-en-ciel d'Afrique participera à la conférence de l’EPM (Ebony Perspective of Montréal) sur la réalité des LGBT afro-caribéens au Québec, ainsi qu'en tant que conférencier invité à Carrefour International, un organisme communautaire montréalais, sur le rôle que peuvent jouer les coopérants canadiens, en lien avec les droits humains (LGBT).
En 2007, a lieu la deuxième soirée de socialisation « Jungle tropical». Arc-en-ciel d'Afrique travaillera sur la mise sur pied d’un comité de réflexion composé de membres très impliqués dans l’organisme, afin de préciser les champs et modes d’intervention, notamment un service de suivi individuel via des pairs bénévoles. À ces services donnés aux personnes dans le besoin de la population ciblée, les objectifs des activités de socialisation mensuelles se sont ajoutés à la programmation. À partir de là est née l’activité de socialisation dans des établissements du village tels que le Gotha Lounge (aujourd'hui L'un et l'autre Lounge) (octobre 2007), le Drugstore (aujourd'hui fermé) (novembre 2007), soirée de fin d’année au restaurant Nil Bleu. Ces activités avait pour but de briser l’isolement des bénéficiaires, d’accroitre leurs réseaux sociaux, faciliter leur intégration dans la société d’accueil, créer des liens et favoriser le dialogue. 
2008 marque l'année de lancement des discussions-causeries mensuelles. Une assemblée générale de fondation a lieu pour but l'adoption des règlements généraux, ainisi que l'élection des membres du conseil d’administration. Des conférences à l’UQAM sur le thème de la double discrimination faites aux personnes gaies et immigrantes sont organisées. Organisation de kiosques d’information et de sensibilisation, lors de grands événements tels Ethnoculture, la Journée mondiale de lutte contre l'homophobie, la journée communautaire des célébrations LGBTA (devenue depuis Fierté Montréal), la Soirée de socialisation Camisole, ainsi que la fête de fin d’année du Centre communautaire des gais et lesbiennes.

### Vidéographie
- Les 10 ans d’Arc-en-ciel d’Afrique, de Laurent Maurice Lafontant et Giovana  Olmos, de Arc-en-ciel d’Afrique, Arc-en-ciel d’Afrique, 2014 [présentation en ligne]
- Être soi même, de Laurent Maurice Lafontant, de Arc-en-ciel d’Afrique, Arc-en-ciel d’Afrique, 2012 [présentation en ligne]
- Au-delà des images, de Laurent Maurice Lafontant, de Arc-en-ciel d’Afrique, Arc-en-ciel d’Afrique, 2014 [présentation en ligne]